# Debrecener Operation

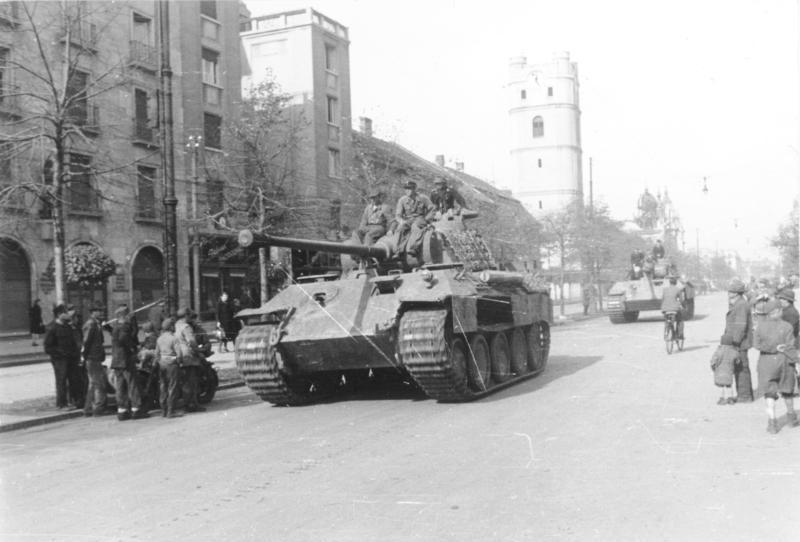
Deutscher Panzer der 23. Panzer-Division in der Innenstadt von Debrecen

Die Debrecener Operation (russisch Дебреценская операция), benannt nach der ungarischen Stadt Debrecen, war eine Offensive der Roten Armee im Zweiten Weltkrieg, die vom 6. bis zum 27./28. Oktober 1944 dauerte.

## Vorgeschichte
Am 24. September 1944 wurde die deutsche Heeresgruppe Südukraine unter Generaloberst Johannes Frießner in Heeresgruppe Süd umbenannt. Die Entwicklungen nach der Operation Jassy-Kischinew hatte die Front der Heeresgruppe nach dem Verlust des Szekler Zipfels durch Siebenbürgen auf 650 Kilometer Breite aufgerissen. Die in die ungarische Tiefebene verfolgende 2. Ukrainische Front unter Rodion Malinowski verfügte Anfang Oktober 1944 über 59 Divisionen mit etwa 698.000 Mann, 10.200 Geschütze, 825 Panzer und 1.100 Flugzeuge. Dazu kamen die rumänische 1. und 4. Armee mit etwa 20 Divisionen, welche besonders im Rahmen der sowjetischen 53. und 40. Armee (General Schmatschenko) als Armeereserve herangezogen wurde. Die rumänischen Divisionen waren noch nicht vollständig aufgefrischt und nur bedingt einsetzbar (z. B. verfügte die 1. Armee am 10. Oktober nur über 30.150 Mann).
Ihnen gegenüber stand die deutsch-ungarische Heeresgruppe Süd, zusammen etwa 31 Divisionen mit etwa 400.000 Mann, 3.500 Geschütze, 293 Panzer und 420 Flugzeuge der Luftflotte 4.
Dazu kamen gegenüber dem rechten Flügel der mit Masse in der Belgrader Operation involvierten 3. Ukrainischen Front (Marschall Tolbuchin) noch drei Divisionen der Heeresgruppe F.
Die Streitmacht der Heeresgruppe Süd war neu organisiert worden: die Armeegruppe Fretter-Pico (deutsche 6. Armee und die am 15. September neu aufgestellte ungarische 3. Armee) hielt den Raum zwischen Oradea (Großwardein) und Temešvár und die Armeegruppe Wöhler (deutsche 8. und ungarische 2. Armee) den Raum zwischen Turda (Thorenburg) und Huszt, wo der Anschluss an die in der Karpaten-Stellung liegenden ungarische 1. Armee der Heeresgruppe Mitte erfolgte. 
Hitler befahl Generaloberst Frießner eine Gegenoffensive einzuleiten, um den sowjetischen Vorstoß der 6. Gardepanzer-, 27. und 40. Armee im Raum zwischen Satu Mare (Sathmar) und Arad aufzuhalten. Marschall Malinowski führte zusätzlich die mechanisierten Kavalleriegruppen unter Generalleutnant Issa Plijew (7. mechanisiertes Korps, 4. und 6. Garde-Kavalleriekorps mit 389 Panzer und Sturmgeschütze) und General Gorschkow (5. Garde-Kavalleriekorps und 23. Panzerkorps mit 146 Panzer und Sturmgeschütze) im Raum zwischen Oradea und Békéscsaba zur Unterstützung des Hauptstoßes in Richtung Nord auf Debreczen ein. Zudem hatte der rechte Flügel der 2. Ukrainischen Front (40. Armee und rumänische 4. Armee) die 4. Ukrainischen Front (Generaloberst Petrow) während der gleichzeitig laufenden Karpaten-Uschgoroder Operation zu unterstützen.

## Verlauf

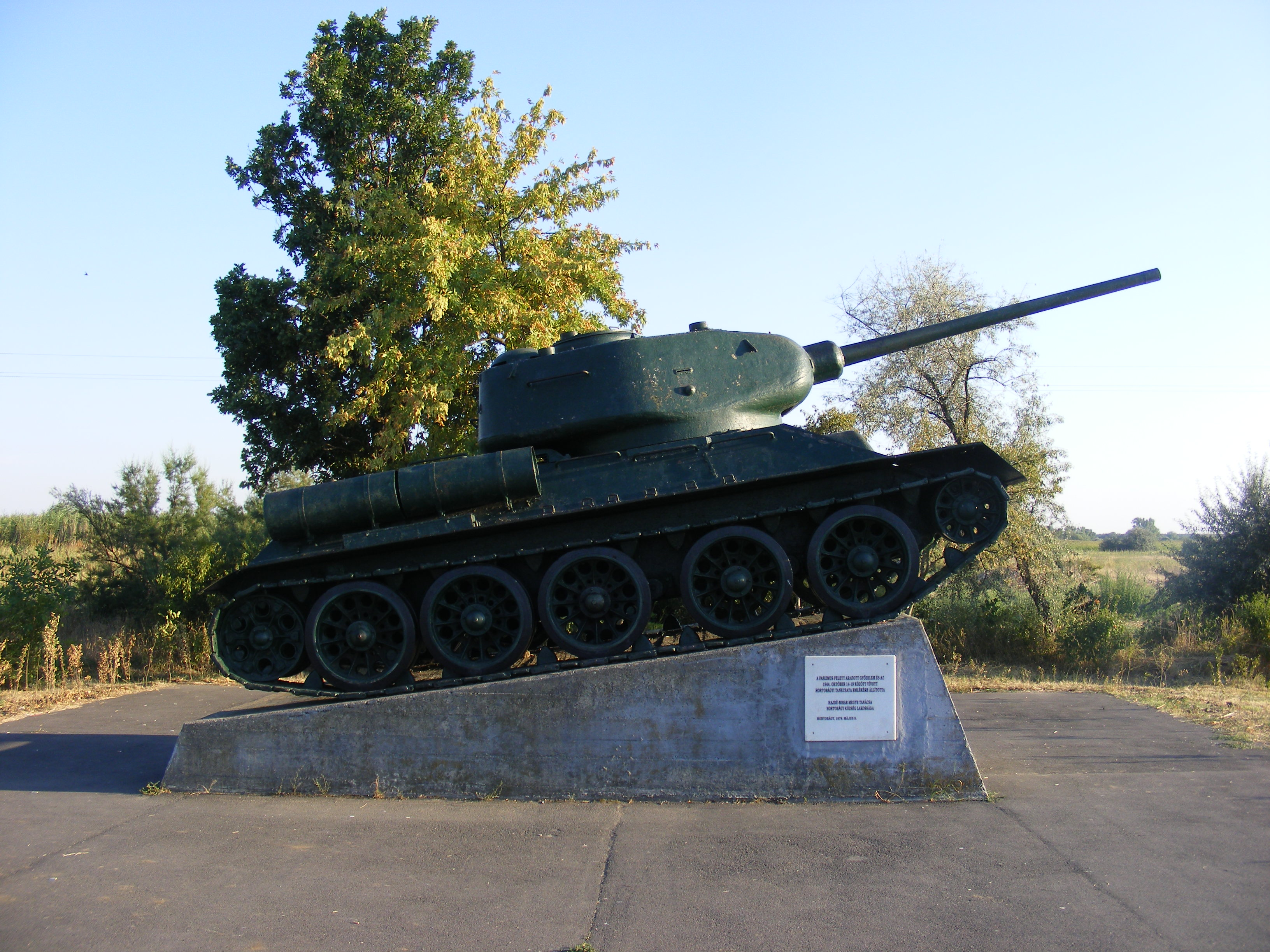
Heutiges Denkmal für die Schlacht von Debrecen

### Erste Phase
Am 6. Oktober 1944 startete die 6. Garde-Panzerarmee (General Krawtschenko) den Angriff mit dem 5. Garde-Panzerkorps (Generalmajor Saweljew) und dem 9. Garde-mechanisierten Korps (Generalleutnant Wolkow) in Richtung Norden. Ziel war der Durchbruch bei der ungarischen 2. Armee und die Trennung der Verbindung zwischen der deutschen 6. und 8. Armee. Großräumig war geplant im Zusammenwirken mit der 18. Armee der 4. Ukrainischen Front, welche über Muncacz nach Süden durchbrechen sollte, die Masse der ungarisch-deutschen Karpatenverteidigung einzukesseln. Das OKW erkannte die Gefahr rechtzeitig und sandte mobile Reserven an diesen Brennpunkt. Die deutsche 1., 13. und 23. Panzerdivision, die 228. und 325. Sturmgeschütz-Brigade sowie ungarische 2. Panzerdivision wurden in die Puszta verlegt, das III. Panzerkorps unter General Breith führte zwischen 7. und 15. Oktober starke Gegenschläge durch, welche die in Richtung Debreczen vorrückende Rote Armee vorübergehend stoppen und durchgebrochene sowjetische Kavallerieverbände abschneiden konnte. Über Tiszafüred wurde die Panzergrenadier-Division Feldherrnhalle in die Gefahrenzone als Verstärkung herangeführt und half die Front zu stabilisieren. 
Mitten in diesen Operationen fiel der ungarische Reichsverweser Horthy am 15. Oktober von seinem Bündnis mit dem Deutschen Reich ab und nahm Waffenstillstandsverhandlungen mit der Roten Armee auf. Er wurde einen Tag später im Unternehmen Panzerfaust durch ein deutsches SS-Kommando inhaftiert, ein Aufstand in Budapest wurde unterdrückt. Während die an der Donau eingesetzte ungarische 3. Armee unter General Heszlényi an der Seite der Deutschen weiterkämpfte, mussten die Befehlshaber der ungarischen 1. und 2. Armee mit General Laszlo und FML Major neu besetzt werden.
Am 16. Oktober konnte das sowjetische 33. Schützenkorps der 27. Armee (General Trofimenko) Oradea (Großwardein) besetzen, dabei wurde die deutsche 76. Infanterie-Division stark dezimiert. Die allgemeine kritische Lage-Entwicklung führte dazu, dass das deutsche XVII. Armeekorps (8. Jäger-, 3. Gebirgs- und 46. Infanterie-Division) schon ab 8. Oktober seine Rückzugsbewegung aus den Karpaten-Stellungen im Raum Kimpolung-Vatra Dornei begann, während der endgültige Befehl zum Rückzug nach Máramarossziget erst am 17. Oktober erteilt wurde.

### Zweite Phase
Westlich von Debreczen gelang es der sowjetischen 40. Armee mit dem 18. Panzerkorps (Generalmajor Pjotr D. Goworunienko) nach Norden durchzubrechen. Das Eintreffen der über Eger herangeführten 13. Panzerdivision ermöglichte neue deutsche Gegenangriffe. Die Kavalleriegruppe Plijew konnte am 20. Oktober die Stadt Debreczen dennoch einnehmen. Während die deutsche 1. Panzer-Division den deutschen Gegenangriff nach Süden absicherte, erreichte die 23. Panzer-Division am 22. Oktobers Nagykálló und durchtrennte die Nachschublinien der drei nach Norden durchgebrochenen Sowjetkorps. Am 23. Oktober wurde die auf Tokaj vorstoßende mechanisierte Kavalleriegruppe Plijew bei Nyíregyháza durch die 1. und 23. Panzerdivision im Zusammenwirken mit dem ungarischen IX. Korps abgeschnitten und eingekesselt. Die 3. Gebirgs-Division und Teile der 8. SS-Kavallerie-Division bildeten die angreifenden deutschen Kräfte im Westen. Es gelang Plijews Verbänden jedoch, zwischen 23. und 27. Oktober in erbitterten Kämpfen nach Süden auszubrechen. Am 26. Oktober eroberte die 23. Panzerdivision Nyíregyháza zurück. General der Infanterie Wöhler konnte durch diesen taktischen Erfolg seine noch weiter im Osten in der südlichen Bukowina stehende 8. Armee (XVII. und XXIX. Armeekorps) zurückziehen. 
Währenddessen konnten am linken Flügel Malinowskis die sowjetische 7. Gardearmee und die 53. Armee südwestlich bei Szolnok im Kampf mit dem deutschen IV. Panzerkorps (General Kleemann) einen Brückenkopf am westlichen Ufer der Theiß errichten, der Ende Oktober als Sprungbrett für den Angriff auf Budapest genutzt werden konnte.

## Verluste und Folgen
Die Rote Armee konnte zwar 130–275 km nach Norden und Westen vorstoßen, hatte aber bei diesen Kämpfen 19.713 Tote, 64.297 Verwundete und den Verlust von über 500 Panzern zu beklagen. Die Achsenmächte hatten Verluste von 42.000 Mann an Gefangenen; 138 Panzer, 856 Geschütze, 386 Flugzeuge und 16.000 Gewehre und Maschinenpistolen wurden von den sowjetischen Truppen als Beute eingebracht. Die Truppen der 2. Ukrainischen Front vollendeten die vollständige Besetzung Rumäniens und kontrollierten jetzt rund ein Drittel des ungarischen Territoriums.
Direkt im Anschluss an die Debrecener Operation, also ohne Vorbereitungszeit, eröffnete die 2. Ukrainische Front am 29. Oktober die Schlacht um Budapest.